# Grebin
Grebin – miejscowość i gmina w Niemczech w kraju związkowym Szlezwik-Holsztyn, w powiecie Plön, wchodzi w skład Związku Gmin Großer Plöner See..

## Współpraca
Miejscowość partnerska:
- Hersbruck, Bawaria